# Pojana Maggiore
Pojana Maggiore (anche Poiana Maggiore, Pojana in veneto) è un comune italiano di 4 247 abitanti della provincia di Vicenza in Veneto.

## Geografia fisica
Situato nella parte più meridionale della provincia di Vicenza, il territorio di Pojana Maggiore si presenta completamente pianeggiante (il capoluogo è situato a 14 m s.l.m.) con modesti corsi d'acqua a carattere locale, quali il Ronego e l'Alonte, che segna per un tratto il confine settentrionale e orientale del comune.
Classificato nella zona sismica 4 (sismicità molto bassa), il territorio comunale si trova al confine con altre due province venete: Verona a ovest e Padova a sud. Dista 40 km da Vicenza, 45 km da Padova e 50 km da Verona.
In epoca storica la zona era attraversata dall'antico letto del fiume Adige, il cui corso si spostò a sud a seguito degli sconvolgimenti idrogeologici altomedioevali iniziati con la Rotta della Cucca (589 d.C.). L'antico passaggio dell'Adige e gli eventi ad esso collegati sono tutt'oggi testimoniati dai toponimi di alcune località del comune, come Sabbioni, Conche e Rotte.
Il territorio è delimitato da tre fiumi: il Ronego, il Guà e l'Alonte.

## Origini del nome
Il termine Pojana sembra derivi dal longobardo plojum, col significato di "luogo coltivato ed arato". In alternativa potrebbe derivare da un comune termine toponimo slavo, "poljana", testimoniato in area veneta da altre località ripopolate con coloni slavi durante il Medioevo.

## Storia

### Epoca antica e Medioevo
I numerosi reperti rinvenuti in territorio pojanese suggeriscono che esso fosse già abitato in epoca preistorica. Le più antiche testimonianze della presenza romana risalgono alla fine del II - inizi del I secolo a.C., mentre la prima vera colonizzazione avvenne durante il regno di Augusto, quando la zona di Este e le terre circostanti vennero concesse come premio di guerra ad alcuni soldati reduci della battaglia di Azio. Questa colonizzazione portò alla bonifica del territorio, con lo scavo del letto dei fiumi, la costruzione degli argini e di una rete di canali, la ripartizione del terreno tramite la centuriazione e la costruzione di strade; tale impostazione è sopravvissuta fino al giorno d'oggi (ad esempio via Vicentina e via Pelosa sono tratti di antiche strade romane).
Il primo documento medioevale che testimonia la presenza di un borgo stabile, è l'autorizzazione imperiale all'erezione di un Castrum Pojanae, nel 917 d.C.
Verso la metà del Trecento, durante la dominazione scaligera, il territorio di Pojana fu sottoposto, sotto l'aspetto amministrativo e fiscale, al Vicariato civile di Orgiano e tale rimase sino alla fine del XVIII secolo.
A lungo conteso tra Vicenza, Verona e Padova, il territorio pojanese, insieme con tutto il vicentino, entrò a far parte della Repubblica di Venezia nel 1404.

### Epoca contemporanea
Caduta la Serenissima, Pojana cadde sotto le dominazioni francese e austriaca che si alternarono in questa regione; dal 1814 entrò a far parte del Regno Lombardo-Veneto) e nel 1866, al termine della Terza guerra di indipendenza, fu annessa al Regno d'Italia.
All'inizio del Novecento dipendeva, sotto l'aspetto amministrativo, dal mandamento di Lonigo. Nel 1911 il paese fu collegato al capoluogo dalla nuova linea ferroviaria Vicenza-Montagnana, vi fu installata la rete elettrica pubblica e, due anni dopo, il primo telefono. In paese esisteva anche l'ufficio telegrafico, la scuola comunale, la Congregazione di carità e un servizio postale giornaliero. Tra le iniziative finalizzate alla cooperazione e alla promozione sociale, istituite in questo periodo: la Cassa Rurale e Artigiana, la Società di Mutuo Soccorso, la Cooperativa di consumo, la Latteria sociale, le due Cooperative tabacchi, la Cooperativa agricola e la Cooperativa ortofrutticola.
Era un paese di campagna la cui popolazione svolgeva un'attività prevalentemente agricola, pur essendo presenti anche un notaio, il medico condotto e il farmacista, un veterinario, un'ostetrica, due ingegneri e un avvocato; pochi gli artigiani e commercianti che svolgevano un'attività perlopiù connessa all'agricoltura e spesso venivano retribuiti in natura. La terra apparteneva a grandi proprietari che dominavano la vita del paese, mentre la massa della popolazione maschile era composta da fittavoli o braccianti. Alcuni di questi erano salariati fissi, ma la maggior parte chiamati dai grandi proprietari a svolgere lavori occasionali, quindi senza occupazione per una gran parte dell'inverno, durante il quale potevano sopravvivere soltanto grazie alle opere pubbliche appositamente create dal Comune, a quel tempo la principale aziende non agricola del paese. Le abitazioni erano modeste ma dignitose nel centro del paese, mentre nelle contrade periferiche spesso la gente viveva in malsani casoni di terra cruda e paglia. Forte era l'attaccamento della gente ad una religione cattolica ancora molto tradizionale. Questa situazione non consentiva un incremento demografico della popolazione che, nel 1900, era di circa 3 500 abitanti: costante l'emigrazione verso i paesi europei ma soprattutto oltre Atlantico.
La prima guerra mondiale sconvolse completamente la vita del paese: come tutta la provincia, anche Pojana fu dichiarato "zona di guerra". La maggior parte dei giovani maschi fu chiamata al fronte (ne morirono 106, i reduci furono 139) e il lavoro fu completamente a carico dei vecchi, delle donne e dei bambini; il paese vide il passaggio e l'acquartieramento di truppe, l'arrivo dei profughi di Roana che si fermarono fin dopo la fine della guerra, la cui eredità fu l'impoverimento delle campagne e la mancanza di risorse per la popolazione contadina, come pure l'arricchimento di chi riuscì ad approfittare della situazione; questo periodo vide anche l'emergere, come in tutto il Basso vicentino, delle lotte contadine.
Queste, alimentate dalle leghe rosse e dai cattolici, furono particolarmente dure:, si susseguivano scioperi, comizi e cortei, contrastati da serrate dei proprietari, che lasciavano senza lavoro centinaia di salariati. A Pojana e Noventa vi furono violenze, le masse invasero le fattorie, vi furono numerosi arresti e anche un morto. 
Nel 1920 a Pojana e a Villaga vinsero le elezioni i socialisti e nel 1921 i comunisti; i nuovi amministratori iniziarono subito una gestione del Comune ispirata ai principi del marxismo, facendosi parte attiva durante la stipula dei patti colonici e ottenendo condizioni estremamente progressiste per l'epoca. A loro volta, gli agrari si organizzarono nell'Associazione Agraria del Basso Vicentino, prima cellula da cui in seguito si sarebbe sviluppata l'Associazione Agraria Vicentina. A Pojana si costituì anche il primo fascio della provincia. Durante tutto il periodo il clima sociale rimase alquanto turbolento tanto che, a seguito di ulteriori violenze e minacce, nel 1921 l'intero consiglio comunale si dimise ed il Comune venne commissariato. Qualche anno più tardi, il sindaco sarebbe stato sostituito dal podestà, nominato dal governo fascista.

### Simboli
Lo stemma e il gonfalone sono stati concessi con decreto del presidente della Repubblica del 27 settembre 1962.
Stemma
(Art. 4 c. 1 dello Statuto comunale)
Gonfalone
L’asta verticale sarà ricoperta di un velluto azzurro con bullette argentate poste a spirale.»
(Art. 4 c. 2 dello Statuto comunale)

## Monumenti e luoghi d'interesse

### Architetture religiose

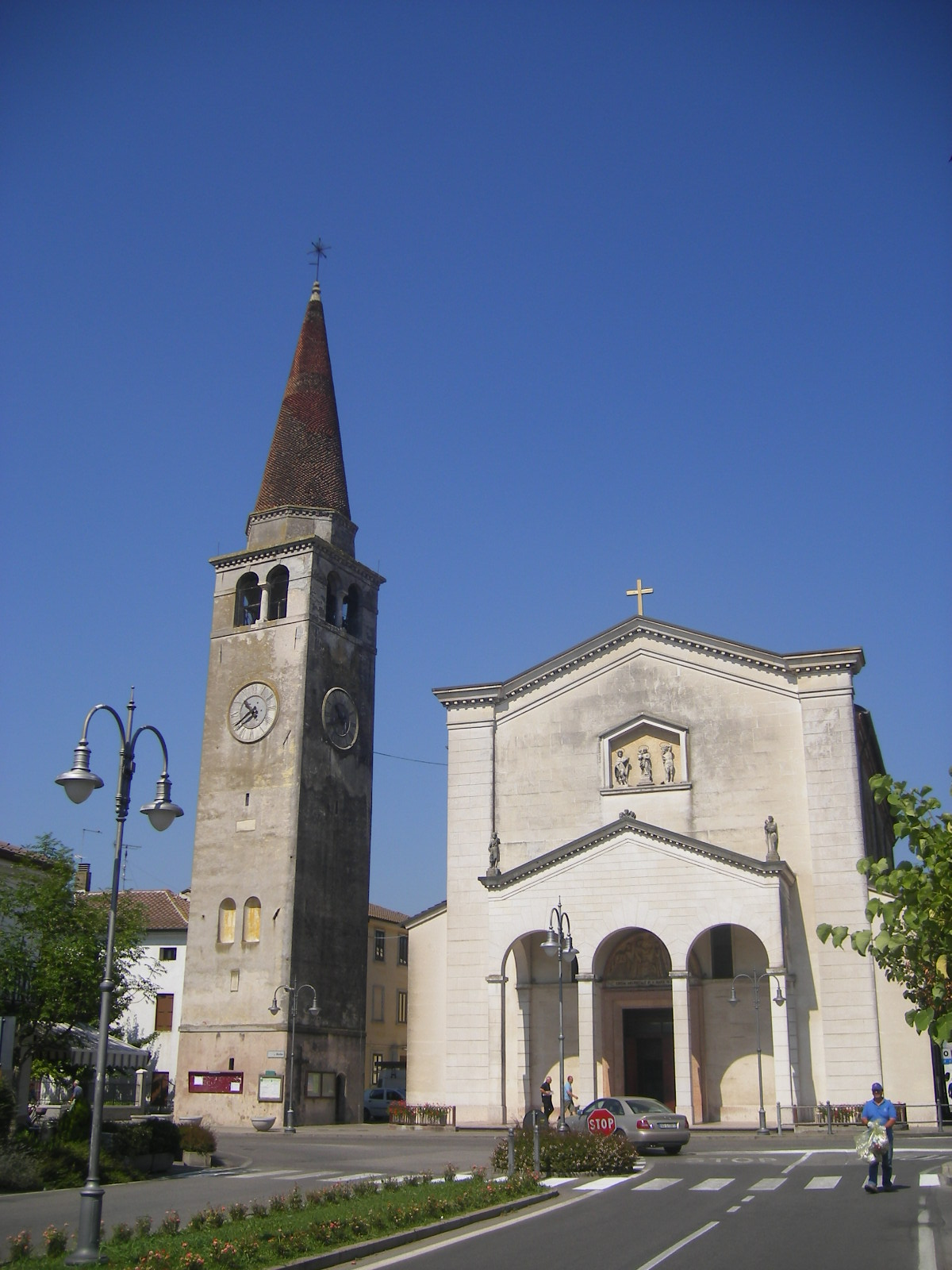
Chiesa di Santa Maria Nascente

- Chiesa di Santa Maria Nascente

### Architetture civili
- Castello di Pojana Maggiore, eretto per la prima volta intorno all'anno 1000, più volte abbattuto e ricostruito nei secoli, si trova oggi in stato di abbandono.
- Villa Pojana (1546), tra le prime opere di Andrea Palladio. Dal 1996 fa parte, assieme alle altre ville palladiane del Veneto, della lista dei patrimoni dell'umanità dell'UNESCO.
- Villa Arnaldi Brojanigo, una nobile casa di campagna.
- Villa Durlo - Zanovello, risalente al XVIII secolo e ubicata in Via Caldumare.

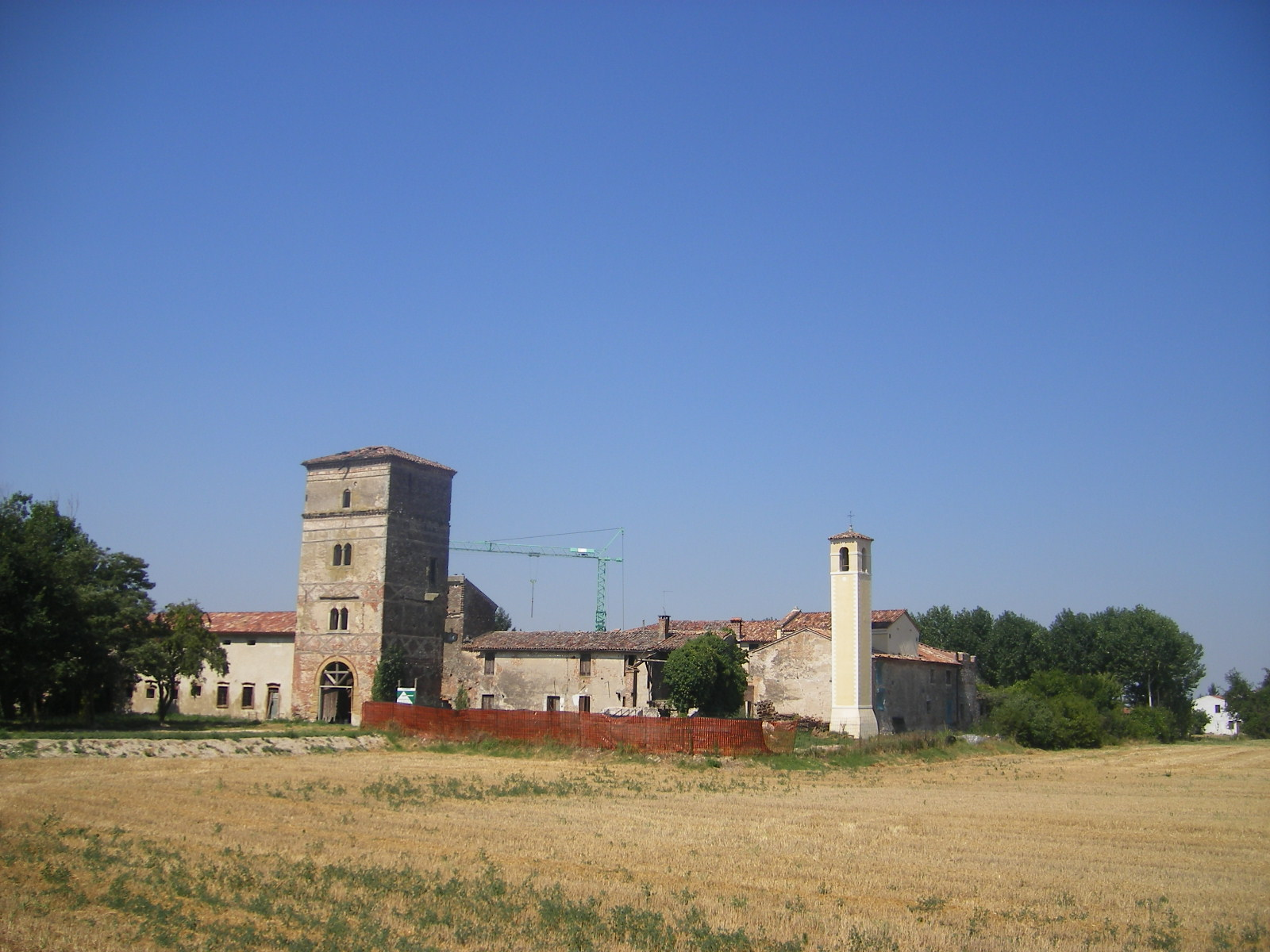
Castello di Pojana Maggiore
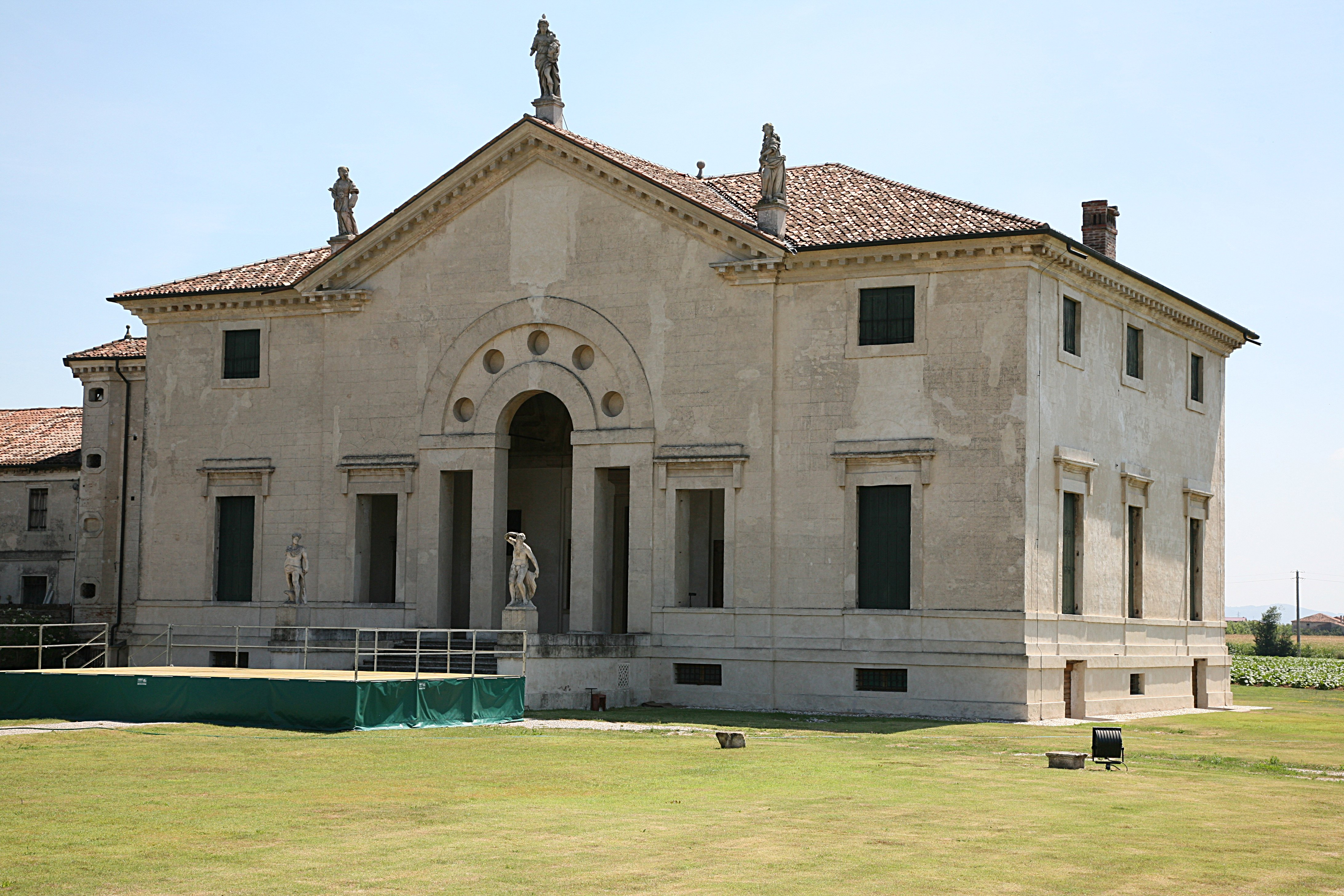
Villa Pojana, fronte
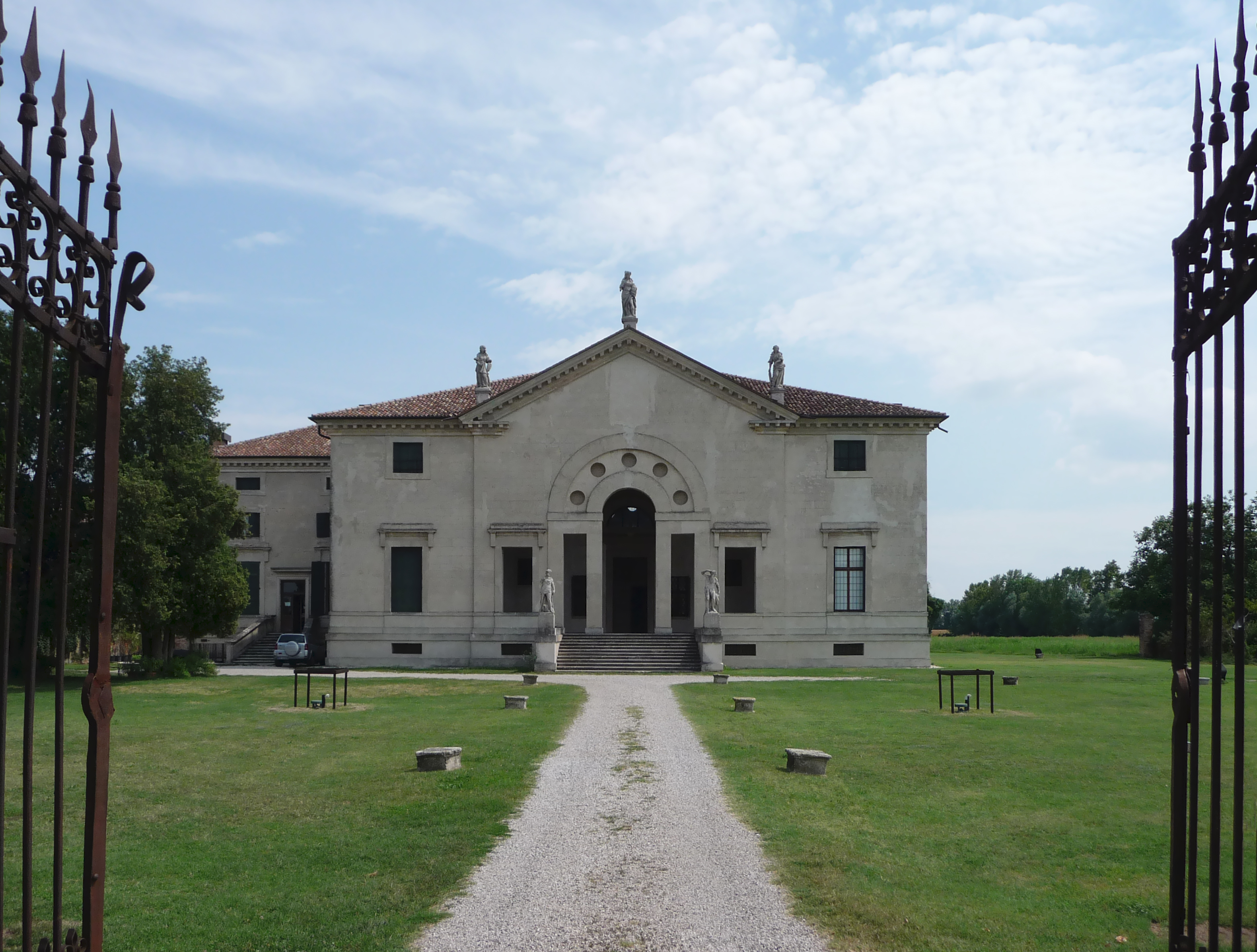
Villa Pojana, ingresso
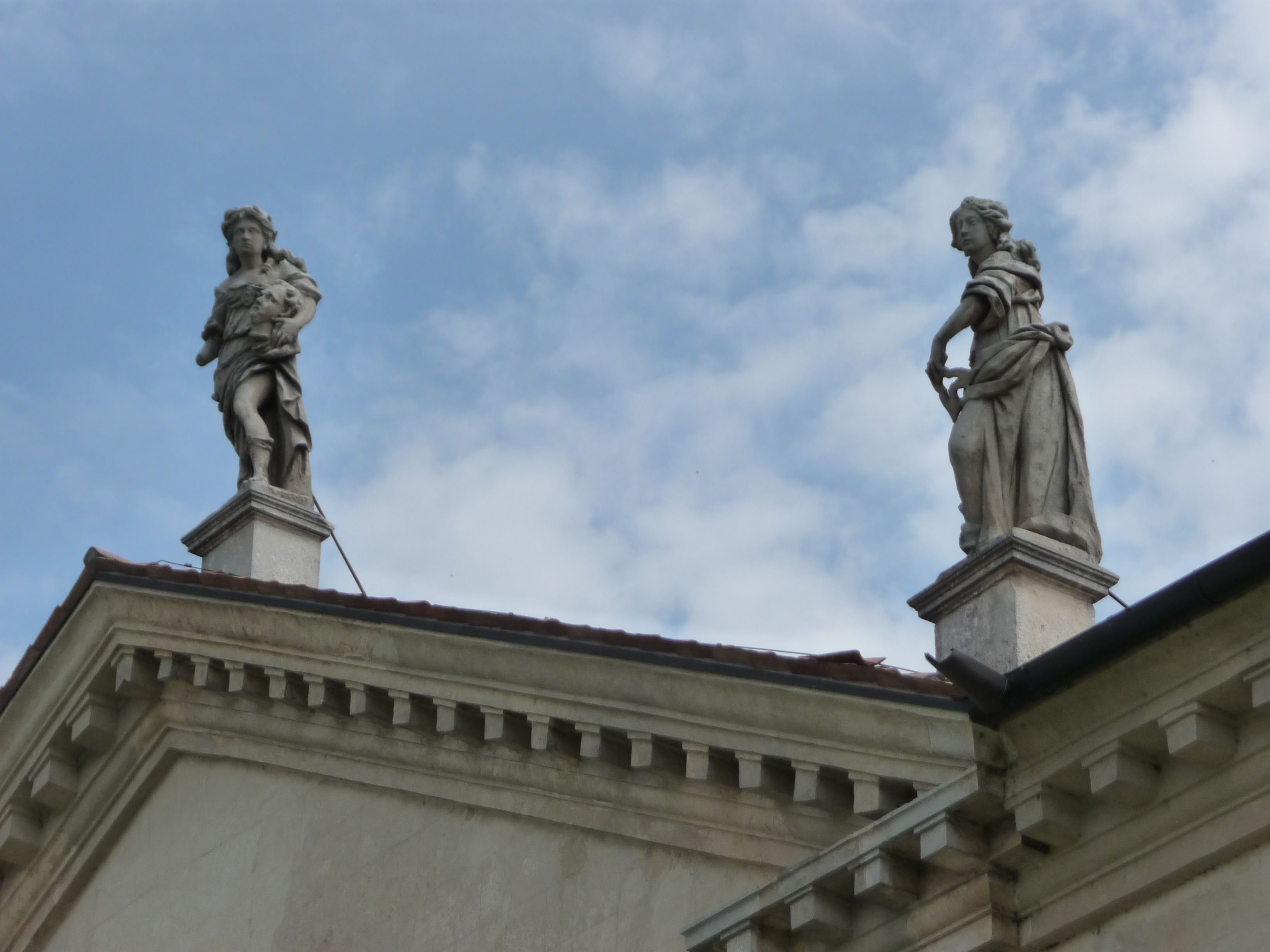
Villa Pojana, dettagli delle statue sul coronamento
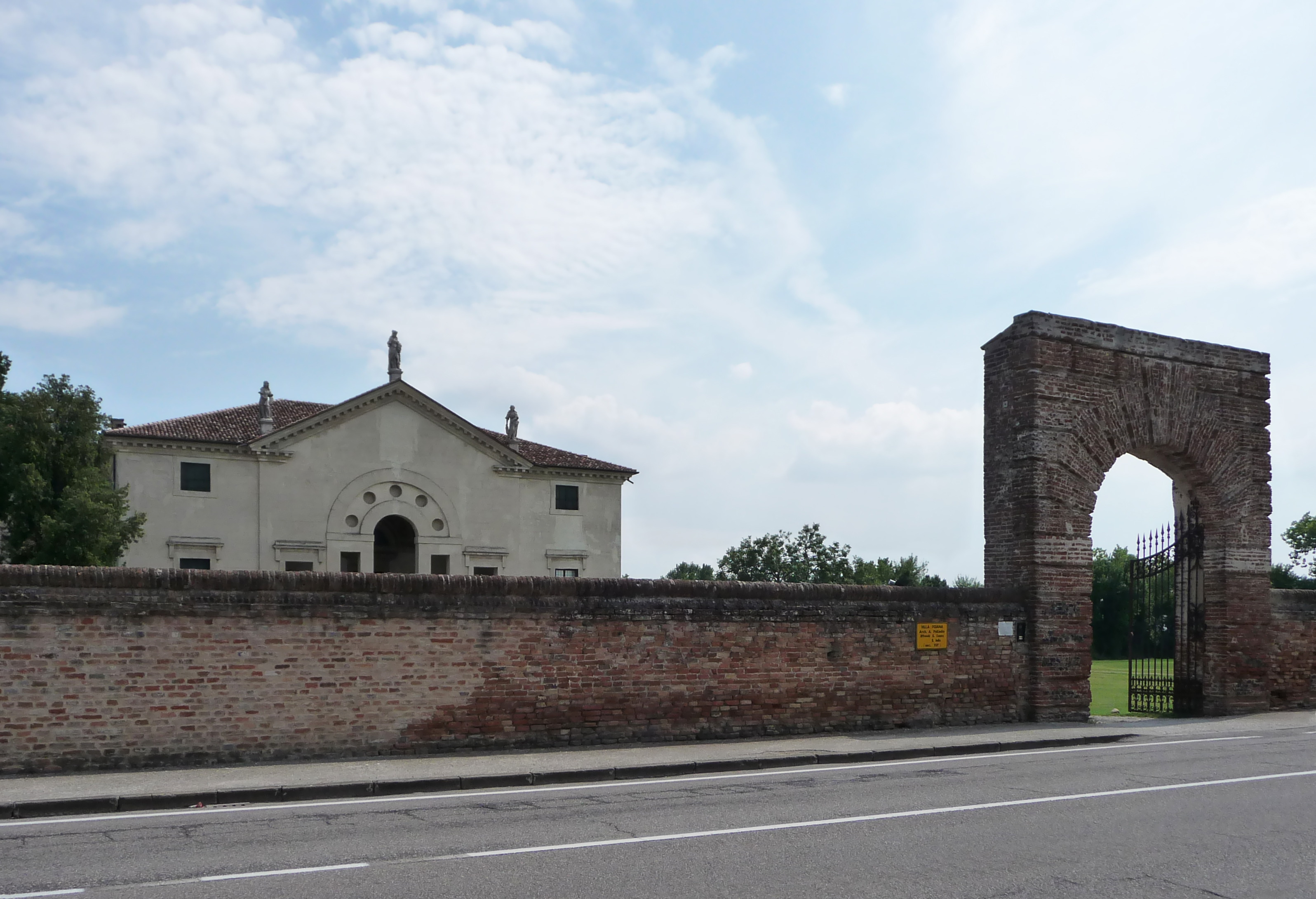
Villa Pojana, ingresso dalla strada
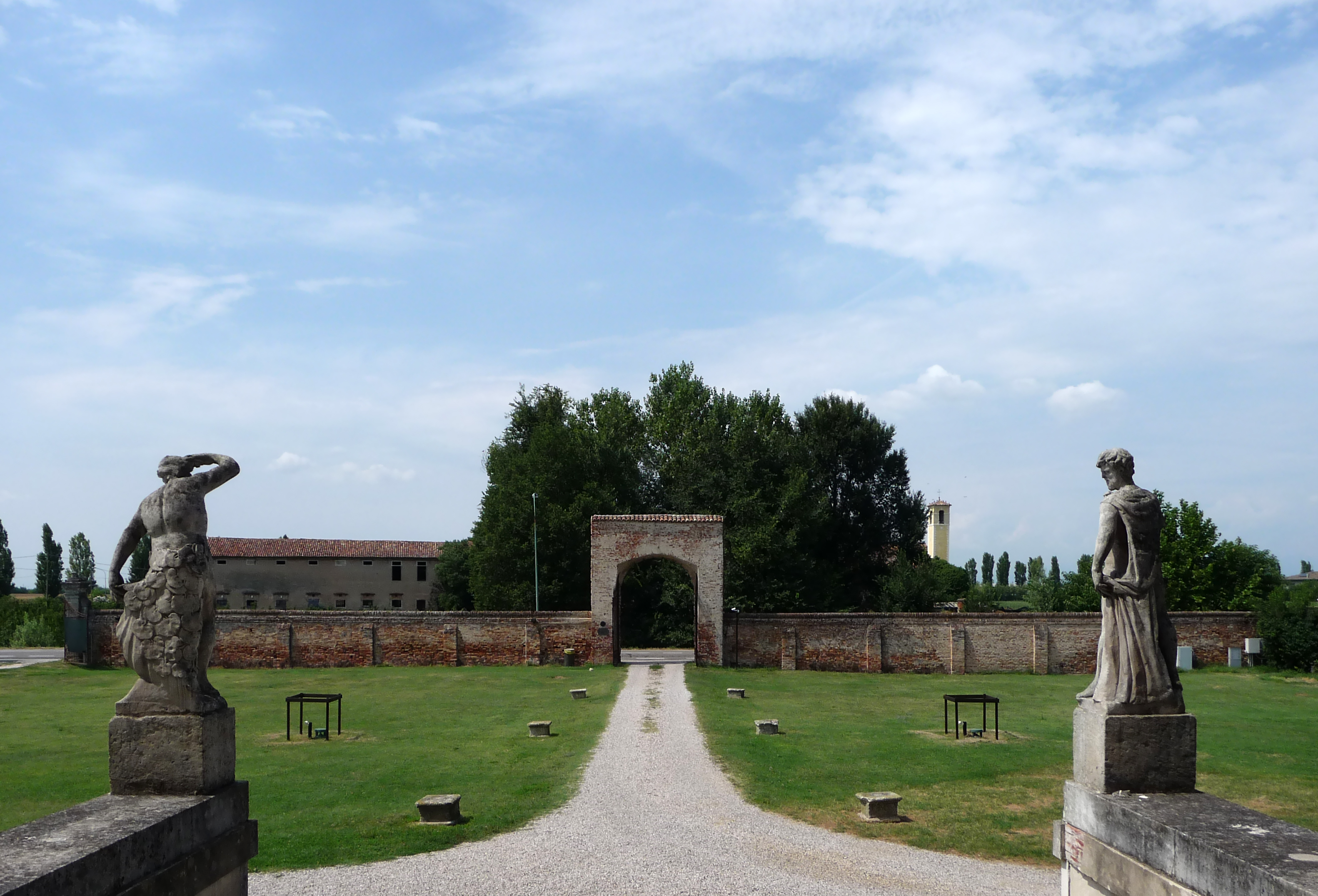
Villa Pojana, vista dell'ingresso dalle scalinate della villa
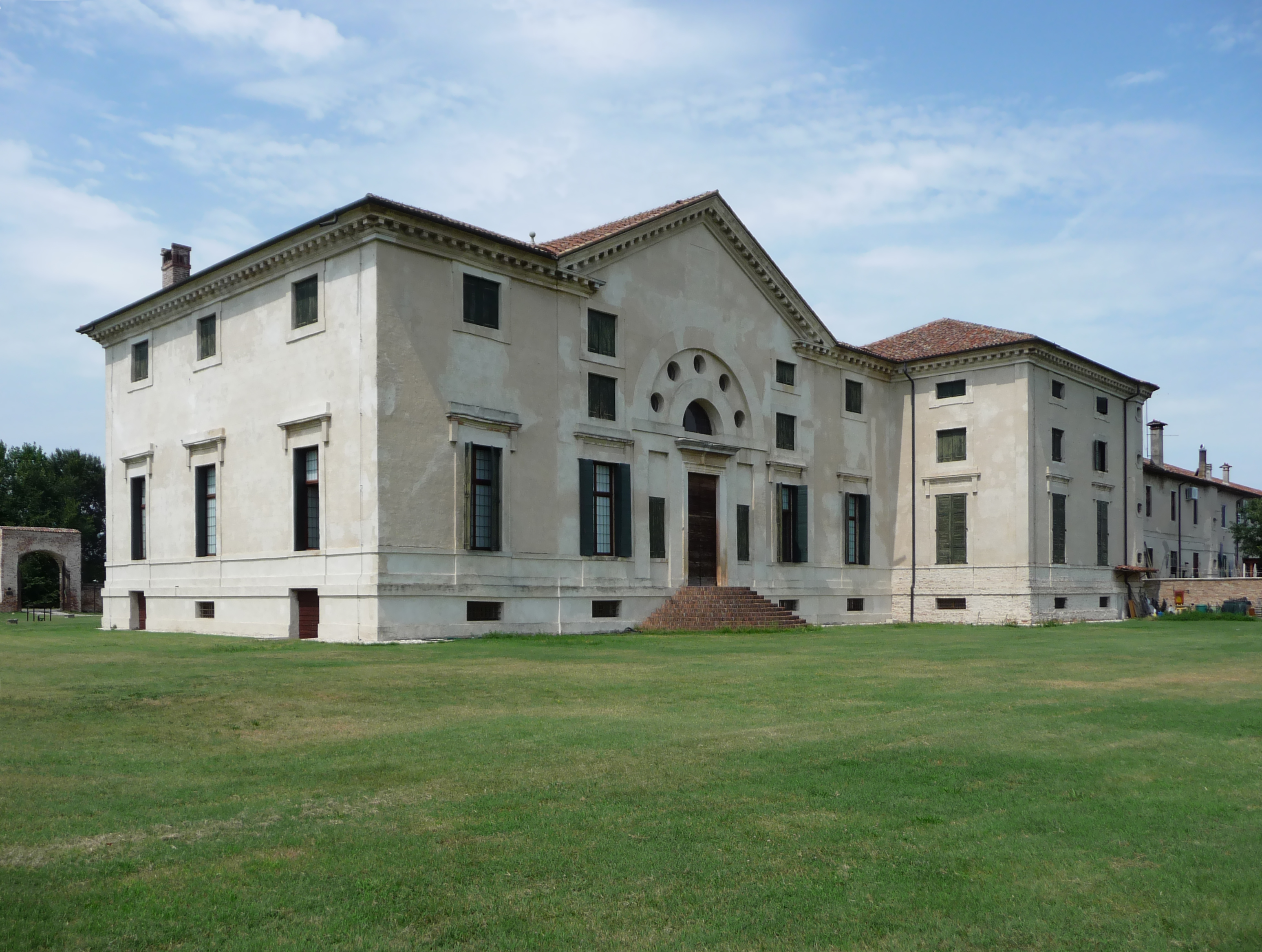
Villa Pojana, retro

## Società

### Evoluzione demografica
Abitanti censiti

## Cultura
A Pojana vi sono due scuole dell'infanzia, due scuole primarie e una scuola secondaria di primo grado; è anche presente la biblioteca comunale.

## Geografia antropica
Frazioni del comune di Pojana Maggiore sono Cagnano (con circa 800 abitanti) e Cicogna.
Altre località o contrade sono: Ponte Cazzola, Paradiso, Scavezzà, Contellena-lovato, Conche, Spello-tognetti, Ponte Novo, Capitello.

## Economia
Il territorio ha una vocazione prevalentemente agricola. La maggior parte delle industrie è collocata nella frazione di Cagnano.
Come in tutto il Basso vicentino, fra le due guerre mondiali venne introdotta a Pojana la coltivazione del tabacco, che divenne ben presto così importante per l'economia del paese da superare di gran lunga le tradizionali colture del grano e del mais sempre meno redditizie. Essa dava anche possibilità di occupazione alla popolazione femminile contadina, che così contribuiva al bilancio familiare nei mesi in cui era ridotto il lavoro nei campi.
Il territorio comunale inoltre rientra nella zona di produzione del Prosciutto Veneto Berico-Euganeo

## Infrastrutture e trasporti
Pojana Maggiore è collegata ai centri vicini tramite strade provinciali, e dal 2015 alla viabilità nazionale tramite il tratto sud dell'Autostrada A31 Valdastico (casello di Noventa Vicentina distante 7 km).
Il comune è servito dalle autolinee interurbane gestite da Ferrovie e Tramvie Vicentine (FTV) e Busitalia-Sita Nord.
Tra il 1887 e il 1948 Pojana Maggiore fu servita da una fermata della Tranvia Vicenza-Noventa-Montagnana, gestita dalla Società Tramvie Vicentine (diventata in seguito FTV ed oggi SVT). Questa linea era importantissima per l'economia del Basso vicentino, perché favoriva gli scambi con il capoluogo, tra cui il trasporto delle barbabietole allo zuccherificio di Montagnana; nel 1941 la Società Eridania Zuccherifici Nazionali installò presso la stazione ferroviaria di Pojana un impianto per pesare le barbabietole provenienti dalle campagne circostanti e destinate agli zuccherifici; fu smantellato negli anni ottanta insieme con l'edificio della stazione.

## Amministrazione
| Periodo | Periodo   | Primo cittadino   | Partito      | Carica  | Note |
| ------- | --------- | ----------------- | ------------ | ------- | ---- |
| 1985    | 1990      | Danilo De Tommasi | DC           | Sindaco |      |
| 1990    | 1995      | Domenico Verlato  | DC           | Sindaco |      |
| 1994    | 2004      | Claudio Tadiotto  | Lista Civica | Sindaco |      |
| 2004    | 2014      | Gabriele Cavion   | Lista Civica | Sindaco |      |
| 2014    | in carica | Paola Fortuna     | Lista Civica | Sindaco |      |

### Gemellaggi
Pojana Maggiore è gemellata con:
- Roana, dal 1996,[23] in ricordo dei profughi ospitati in paese durante la prima guerra mondiale.

Inoltre il comune di Pojana Maggiore ha aderito alla lista dei comuni gemellati con la fondazione "Città della Speranza".Inoltre il comune aderisce all’iniziativa: patto dei sindaci 

## Sport
La principale società calcistica del paese è l'AC Spes Pojana. Fondata nel 1927, gioca le sue partite interne al campo sportivo "Lino Ghirotto" di Pojana Maggiore. I colori sociali sono il giallo e il blu. Nella stagione 2012-2013 disputa il campionato di Seconda Categoria organizzato dal Comitato regionale Veneto della FIGC.
È presente anche l'associazione sportiva GS Pojana Maggiore.
L'associazione, nata nel 1984, gestisce una squadra amatoriale di calcio a 11 maschile ed è iscritta al torneo provinciale CSI Vicenza.
Esiste inoltre una società di pallavolo, l'ASD Volley Basso Vicentino, che collabora nel territorio con i paesi di Sossano e Campiglia dei Berici. Le squadre in categoria seniores, nella stagione 2012-2013, disputano i campionati di Serie C (maschile) e Serie D (femminile).